# Sowjetische Invasion Bornholms

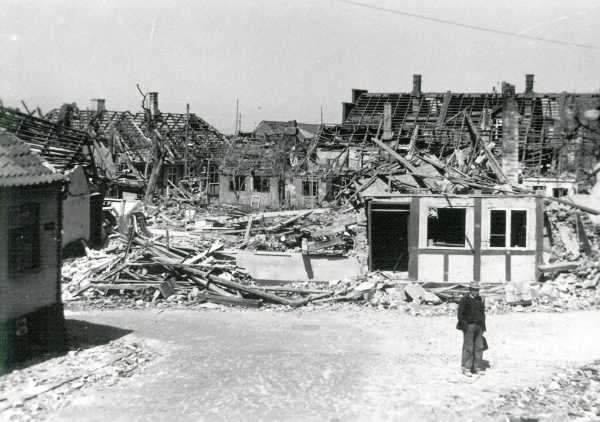
Die zerstörte Stadt Rönne nach dem sowjetischen Luftangriff (1945)

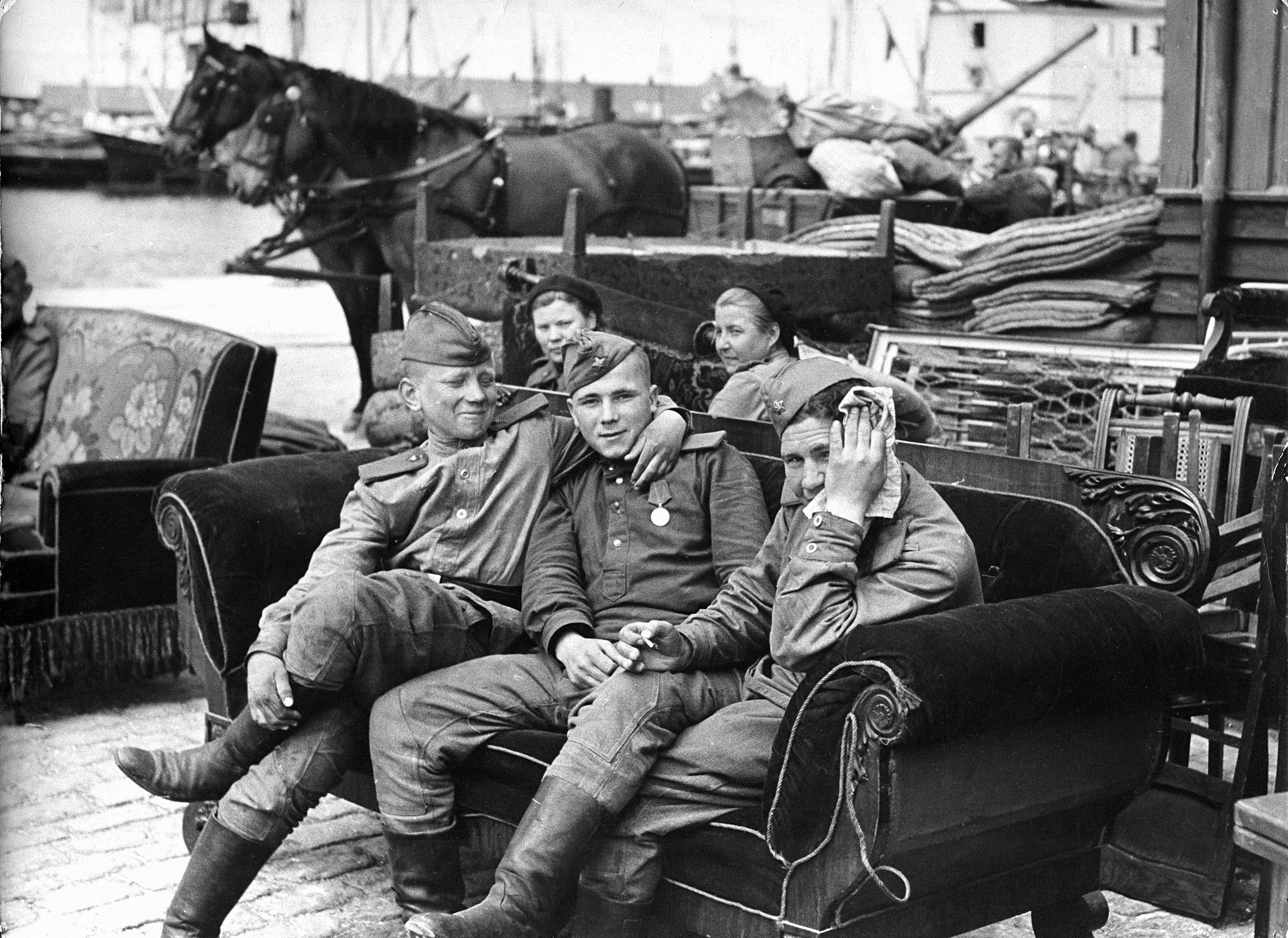
Sowjetische Besatzungssoldaten auf Bornholm

Die sowjetische Invasion Bornholms erfolgte am 9. Mai 1945 kurz vor dem Beginn des Waffenstillstandes. Die sowjetische Besatzung der dänischen Insel Bornholm dauerte bis zum 5. April 1946.

## Geschichte
Die rund 15.000 Mann starke deutsche Garnison in Bornholm sollte sich ursprünglich den britischen Truppen nach der Kapitulation ergeben. Die Insel war strategischer Anlaufpunkt vieler deutscher Evakuierungstransporte aus dem Kurlandkessel sowie aus Ostpreußen und dem Danziger Raum. Auf der Insel befanden sich im Mai 1945 rund 26.000 Flüchtlinge. Erste sowjetische Luftangriffe auf die Insel erfolgten am 7. und 8. Mai 1945, nachdem die deutsche Wehrmacht sich geweigert hatte, sich der Roten Armee zu ergeben. Eine Übergabe sollte ausschließlich an die Briten erfolgen. Bei den sowjetischen Luftangriffen wurden die Orte Rønne (Zerstörungsgrad 90 %) und Nexö stark zerstört. Die Sowjets landeten rund 10.000 Soldaten auf der Insel. Sie begründeten dies damit, dass die dänische Insel Bornholm östlich der alliierten Demarkationslinie liege. Die Westalliierten reagierten nicht auf den Vertragsbruch Stalins: Ganz Dänemark sollte vereinbarungsgemäß bis zur Entwaffnung der deutschen Truppen von den Briten besetzt werden.
Andernorts in Dänemark fielen während des Zweiten Weltkriegs nur vereinzelt Bomben auf Städte.
Stalin ließ Bornholm mit dem Ziel besetzen, dort eine strategische Militärbasis zu haben, die die zentralen Schifffahrtsrouten von der Ostsee bis zum nahegelegenen Öresund kontrollieren oder sperren konnte. 
Russische Herrscher verfolgen seit den Tagen von Peter dem Großen imperialistische Ziele.
Die Rote Armee zog am 5. April 1946 von Bornholm ab, nachdem die Westalliierten Stalin der sowjetischen Flotte freien Zugang in die Ostsee garantiert hatten.

## Sonstiges
1946 spendete Schweden 300 (bis heute bestehende) Holzhäuser an die Einwohner von Bornholm, um die vom Stalin-Regime bombardierten Städte wieder aufzubauen.
In Allinge gibt es einen Friedhof, auf dem 36 während der Besatzungszeit an Krankheiten gestorbene sowjetische Soldaten bestattet sind. 